# Béganne
Béganne (Gallo Begann, bretonisch Begaon) ist eine französische Gemeinde mit 1.458 Einwohnern (Stand 1. Januar 2022) im Département Morbihan in der Region Bretagne.

## Geographie
Béganne liegt rund 16 Kilometer südwestlich von Redon im Südosten des Départements Morbihan und gehört zum Gemeindeverband Redon Agglomération.
Nachbargemeinden sind Saint-Gorgon im Norden, Allaire im Nordosten und Osten, Saint-Dolay im Südosten, Nivillac im Süden, Péaule im Südwesten sowie Caden im Nordwesten.
Der Ort liegt unweit von Straßen für den überregionalen Verkehr. Die wichtigsten Straßenverbindungen in der Nähe sind die E 60 (von Brest her;im Süden) und die D 775 (im Norden und Nordosten).
Die bedeutendsten Gewässer sind die Flüsse Vilaine und Étier und der Bach Bouloterie. Entlang dieser Wasserläufe verläuft teilweise die Gemeindegrenze. An der Mündung des Étier in die Vilaine befindet sich beim Ort Foleux ein Freizeithafen.

## Bevölkerungsentwicklung
| Jahr                       | 1962 | 1968 | 1975 | 1982 | 1990 | 1999 | 2006 | 2019 |
| Einwohner                  | 1602 | 1521 | 1486 | 1446 | 1551 | 1307 | 1372 | 1398 |
| Quellen: Cassini und INSEE |      |      |      |      |      |      |      |      |

## Sehenswürdigkeiten

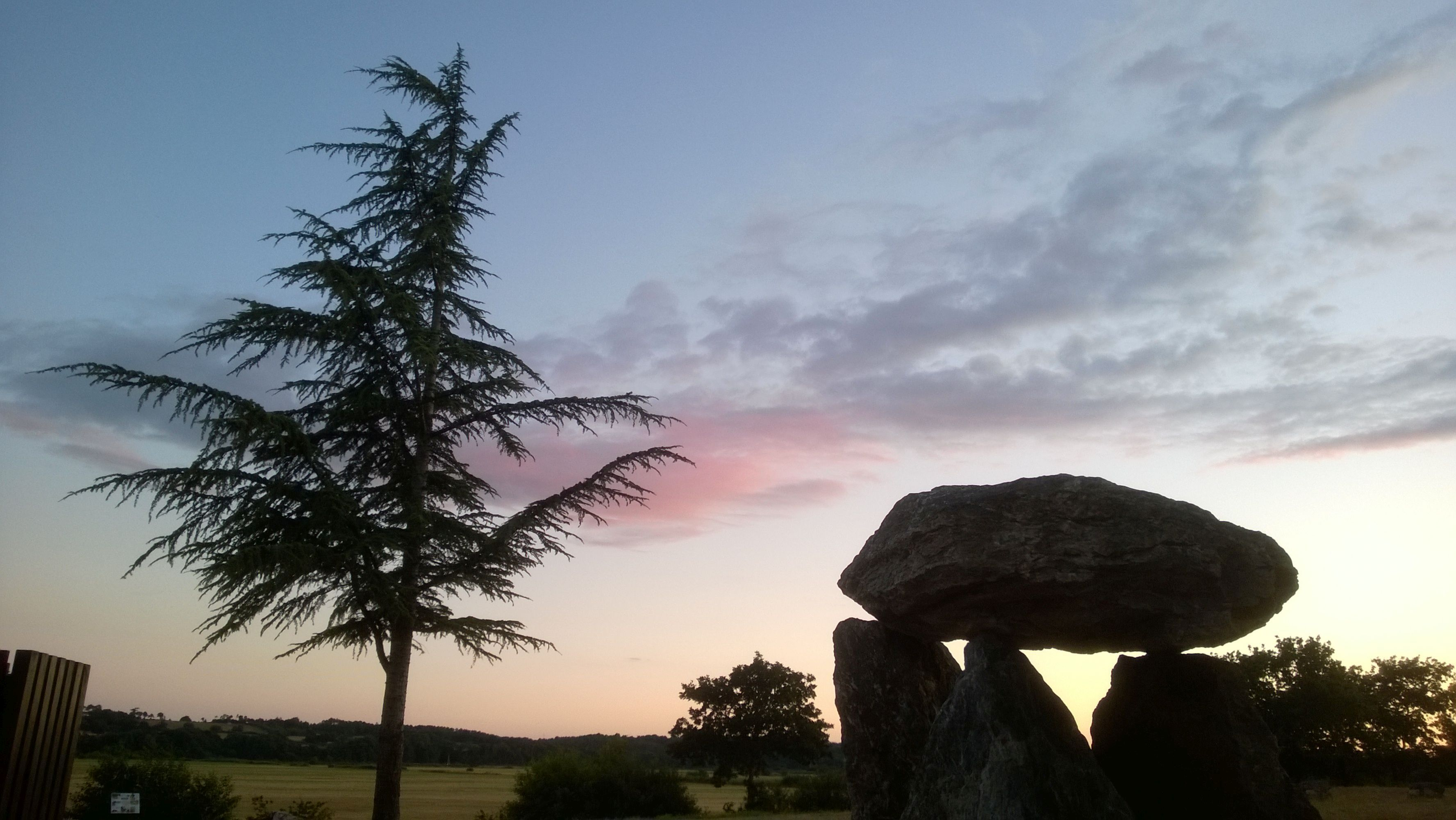
Dolmen von Béganne

- Kirche Saint-Hermeland aus dem 15. Jahrhundert
- Schloss von Léhélec aus dem 17. Jahrhundert
- Schloss von L’Estier aus dem 14. Jahrhundert
- Schloss von Saulaye (auch Saulaie) aus dem 17. Jahrhundert
- Herrenhaus von La Noé aus dem 15. Jahrhundert
- Herrenhaus von Trégouët; nach dem Zweiten Weltkrieg wiederaufgebaut
- Kapelle Saint-Cado aus dem 15. Jahrhundert
- Kapelle Saint-Barnabé in Bignac
- Altes Pfarrhaus aus dem 17. Jahrhundert
- Alter Salzspeicher in Les Alliers
- zwei ehemalige Zollhäuser in Foleux und Les Alliers
- Kalvarienberge, Brunnen, öffentliche Waschplätze, alte Mühlen und Brotöfen aus den vergangenen Jahrhunderten

(Quelle:)

## Sprache
Béganne gehört zu dem Gebiet der Bretagne, in dem Gallo gesprochen wurde.